# تود ماكي
تود ماكي (بالإنجليزية: Todd McKee)‏ هو ممثل أمريكي، ولد في 7 نوفمبر 1963 في كنتفيلد ‏ في الولايات المتحدة.

## أعمال

### مسلسلات
- سانتا باربرا

## وصلات خارجية
- تود ماكي على موقع IMDb (الإنجليزية)
- تود ماكي على موقع قاعدة بيانات الفيلم (الإنجليزية)